# جورج واشنطن كاستيس لي
جورج واشنطن كاستيس لي (بالإنجليزية: George Washington Custis Lee)‏ هو ضابط أمريكي، ولد في 16 سبتمبر 1832 في Fort Monroe ‏ في الولايات المتحدة، وتوفي في 18 فبراير 1913 في مقاطعة فيرفاكس في الولايات المتحدة.

## وصلات خارجية
- جورج واشنطن كاستيس لي على موقع الموسوعة البريطانية (الإنجليزية)